# حمل التضحية

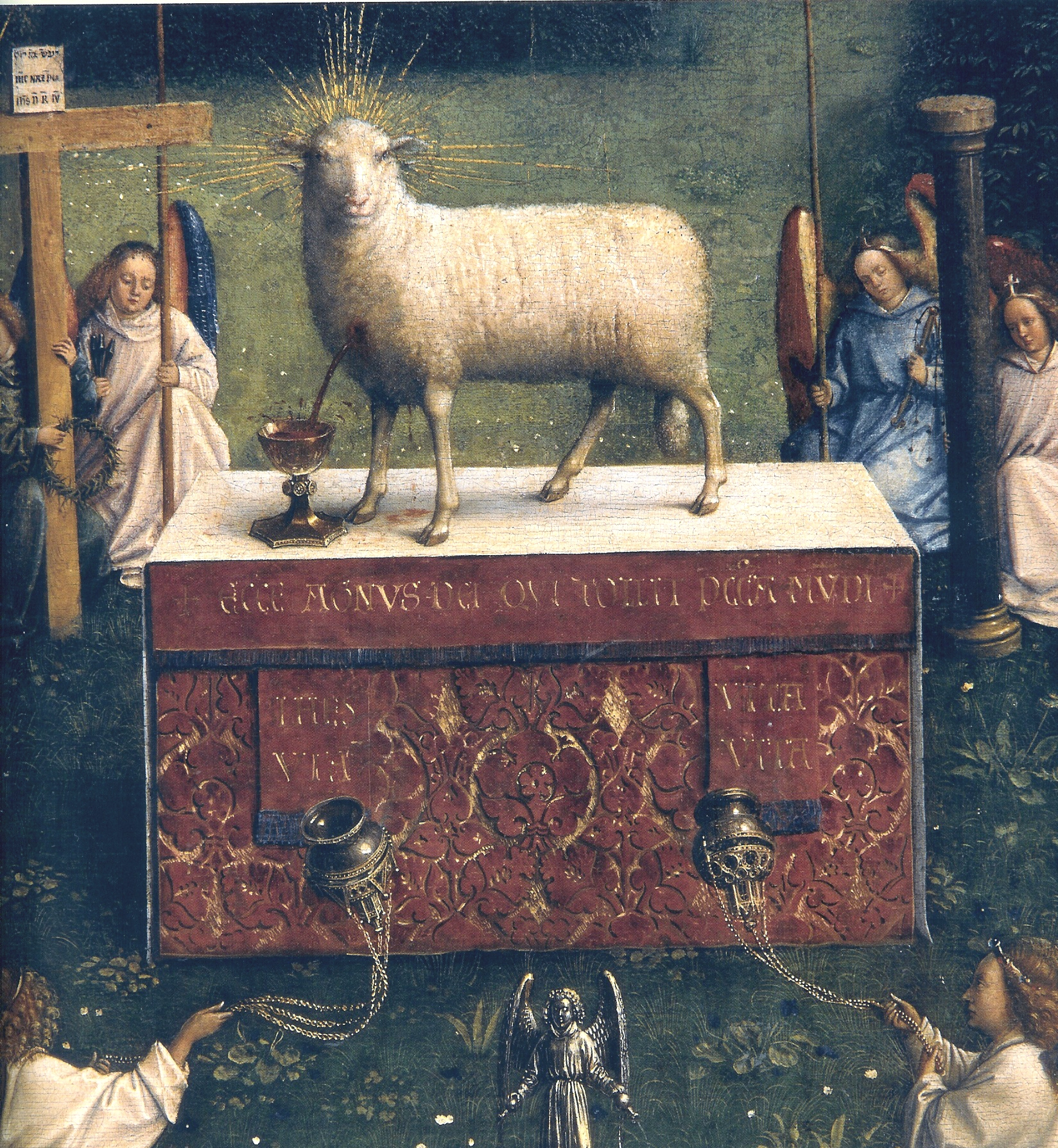
تقديس الحمل للفنان يان فان آيك

حمل التضحية أو الفداء هو حمل (خروف صغير أو معنى مجازي) يقتل بالتضحية أو طريقة أخرى من اجل سبب ما
مجازا هي تعبير عن شخص لا امل له ان يجتاز التحدي القادم لكنه يوضع في المشكلة من اجل المصلحة العامة

## في الفن
حمل التضحية في الفن هو شخصية مساعدة مهمتها الوحيدة الموت من اجل اثبات شر الشخص الشرير